# أغاج أوغلي
أغاج‌ أوغلي هي قرية في مقاطعة تبريز، إيران. عدد سكان هذه القرية هو 238 في سنة 2006.